# Oosterzele
Oosterzele – miejscowość i gmina (gemeente) w Belgii, w Regionie Flamandzkim, w prowincji Flandria Wschodnia, w okręgu Gandawa.

## Podział administracyjny
W skład gminy wchodzi pięć dzielnic (deelgemeente):
- Balegem
- Gijzenzele
- Landskouter
- Moortsele
- Scheldewindeke

## Demografia
- Źródła: NIS, od 1806 do 1981= według spisu; od 1990 liczba ludności w dniu 1 stycznia

1 stycznia 2024 całkowita populacja Oosterzele liczyła 14 062 osoby. Łączna powierzchnia gminy wynosi 43,57 km², co daje gęstość zaludnienia 323 mieszkańców na km².

## Współpraca
Miejscowość partnerska:
- Oberkirch, Niemcy